# Рубино (Красноярский край)
Рубино — деревня в Тюхтетском районе Красноярского края России. Входит в состав Поваренкинского сельсовета. Находится на левом берегу реки Четь, примерно в 73 км к северо-западу от районного центра, села Тюхтет, на высоте 140 метров над уровнем моря.
Дата основания: 1904 (создание сельского общества).

## Население
| 2010 |
| ---- |
| 2    |

В 1896 году в Рубине проживало 5 семей: Цымбалов, Ионин, Мымрин, Рубин. Фамилия пятого к сожалению не указана. Первые жители села являлись староверами, как и сам основатель таёжного поселения.
В 1901-1902 году произошел большой наплыв переселенцев в с. Рубино (по данным статьи О. Мельникова в Тюхтетской газете «Путь Октября» за 1968 год). Цитата автора: «По плану переселенческой экспедиции в Поваренкинской волости, в Рубино 54 семьям отведены отруба, общественные выгоны, 5 участков другого назначения, 25 хуторов, казенно-лесная дача, церковные земли. Первые переселенцы обосновались на заимке Рубина, на р. Четь. Большие участки отведены Ивану Хархоткину и Александрову для пасек, мельниц, кузниц».

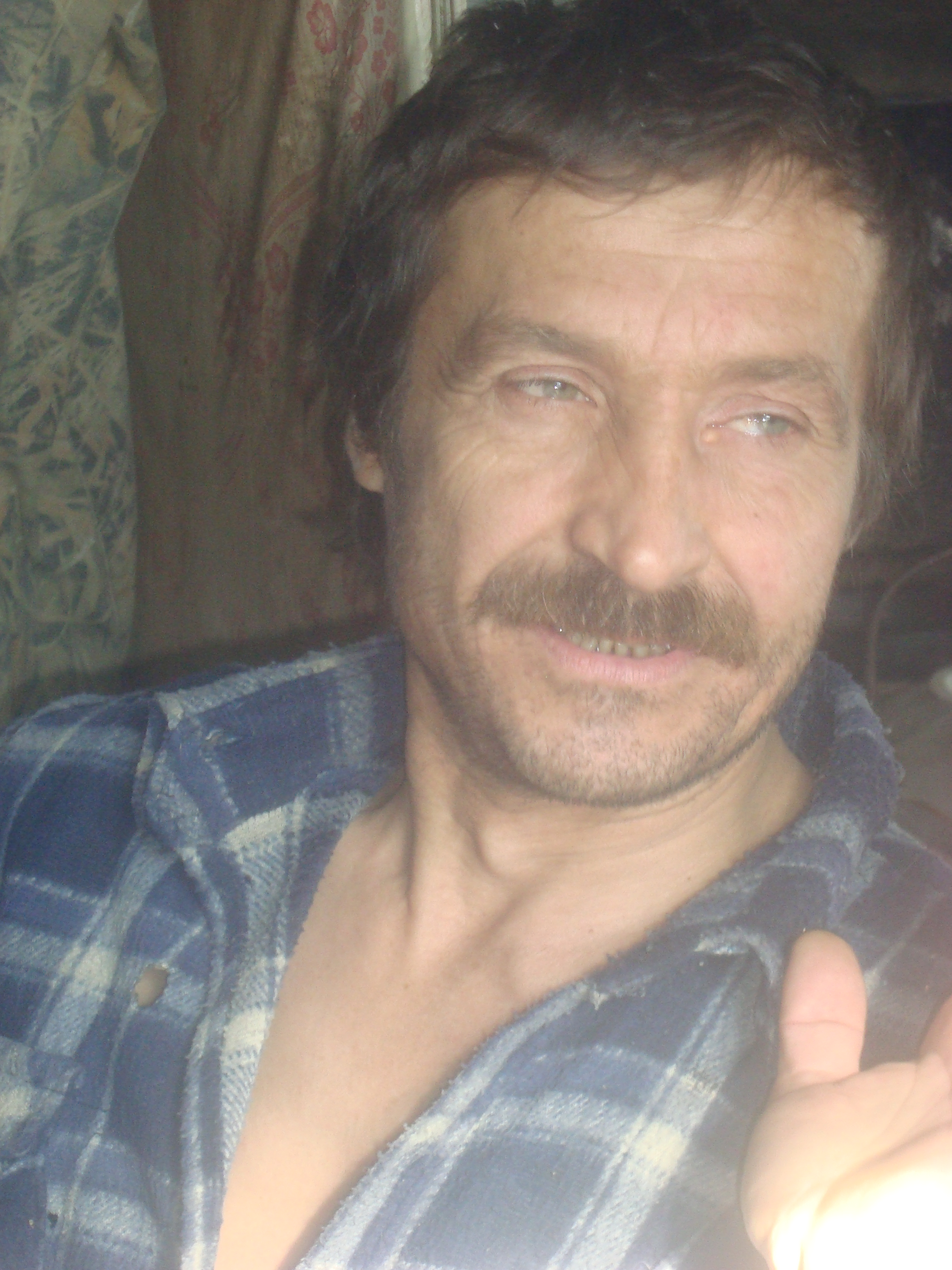
Кунчевский Иван (Последний житель села Рубино)

В 1950-е годы в с. Рубино насчитывалось 99 домов, так как в селе числилось 96 радиоточек, а в трех домах радио не захотели проводить — там старики жили. А если учесть, что семьи состояли из 5-10 человек, то можно предположить, что в 1950-е годы население села Рубино было 500—600 человек.
По данным Всероссийской переписи, в 2010 году численность населения деревни составляла 2 человека (2 мужчины), Кунчевский Сергей и Кунчевский Иван. Сергей переехал в село Поваренкино в 18 км от села Рубино, где погиб по причине пожара.
Последний житель села (Кунчевский Иван) скончался в августе 2014 года.

## История основания

#### Коренные народности
Много веков назад северная часть нынешнего Красноярского края и Томской области были заселены разными народностями. Среди них были тунгусы, селькупы, кеты, остяки. Остяки жили в бассейне реки Обь, куда входят река Чулым и река Четь. Пришедшие в Сибирь в начале XVII века русские стали называть местное население аборигенами, инородцами или ясашными. Последнее слово берет свое начало от слова «ясак», то есть дань, подать.

#### Первые переселенцы
Во второй половине XVII века здесь поселились раскольники-старообрядцы. Это группа верующих людей, отделившихся от Православной церкви, не принявших церковных реформ Патриарха Никона. Называли старообрядцев ещё и кержаками, потому что после раскола скрывались от преследования властей в глухих лесах по реке Керженцу. После указа 1762 года старообрядцы могли вернуться на родину, но немногие воспользовались этим правом. Раскольники-кержаки стали наоборот уходить дальше на восток и там со временем появились поселения-скиты. В 1853 году скиты стали уничтожать и тогда старообрядцы ушли в глухие места, в непроходимую тайгу. Так впервые появились в этих краях Цымбалов, Ионин, Мымрин и Рубин, следовательно первые жители села были староверами, как и сам основатель поселения.
Выдержка из книги А.Духовича (Рубино в 1896 году): «Еще далее верст на 20 вниз по реке Четь на высоком левом берегу расположен поселок Рубинский или заимка Рубина. Она представляет группу весьма хороших, прочных построек с целым рядом надворных служб. В особенности хорош дом самого Рубина, напоминающий собой лучшие деревенские дома населенных мест Мариинского округа. Заимщики арендуют у Мариинского лесничества казенно-оброчный участок, под названием „Алтай“ и занимаются здесь хлебопашеством. В 1895 году площадь пахотных земель заимщиков простиралась до 20 десятин, причем под озимью было 9 десятин, под яровыми — 7 десятин, остальные 4 под картофелем, льном и пр. Площадь пахотных угодий распределялось так: Цымбалов засевал 5 десятин, Ионин — столько же, Мымрин — 3 десятины, Рубин — 5 десятин, неизвестный — 2 десятины.»

#### Предпосылки массового заселения
В 1861 году крестьяне России получили свободу от крепостной зависимости. Помещик теперь уже не был над ними хозяином. Крестьяне с этих пор могли свободно передвигаться по территории Российской Империи. Многие воспользовались такой возможностью и стали переселяться из родных мест в другие области с запада на восток. причиною тому было малое количество земли в крестьянских землях. Самые смелые отправлялись в Сибирь, где таких земель было видимо-невидимо.
Здесь они создавали заимки, многие из которых впоследствии становились деревнями и селами. Голод в 40 губерниях на западе России в 1891—1892 годах подтолкнул крестьян к переселению в Сибирь.
Резко увеличился поток переселенцев в Сибирь с 1906 года. Причиной тому была революция 1905 года и, особенно, начало аграрной реформы П. А. Столыпина, бывшего в то время председателем Совета Министров.